# 조중환
조중환(趙重桓, 1884년 ~ 1947년)은 일제강점기와 대한민국의 작가·번역가·기자·배우이다. 호는 일재(一齋)이며 본관은 양주(楊州)이다. 번안소설로서 당대에 이름이 자자했다.
1884년 서울에서 태어났다. 1902년 19세 되던 해 경성학당을 졸업했다. 1906년에는 일본 최대의 사립 종합 대학교인 니혼 대학을 졸업했는데 정경과 또는 고등사범과를 졸업한 것으로 추정된다. 1908년에는 해평 윤씨와의 사이에서 아들 윤창호를 얻는다.
1910년 《매일신보》에 입사, 1912년 《매일신보》를 거점으로서 전방위적 문예 활동을 전개한다. 동년 3월 윤백남과 극단 문수성을 창립하여 신파극을 공연했다. 7월 본인의 제1의 번안소설 《쌍옥루》를 매일신보에 연재하여 큰 성공을 거둔다. 11-12월 번안 희곡 《희극 병자삼인》을 연재한다. 1913년 번안소설 《장한몽》·《국의 향》을 연재한다. 1914년 《단장록》·《비봉담》을 기행문 주유삼남을 연재한다. 1915년 단편소설 《인연》·《속편 장한몽》을 연재. 또한 동년에서 이태간 《매일신보》의 경파 주임을 맡아본다. 《매일신보》에 있은 동안 기사를 쓰거나 평론을 쓰거나 했으나 1919년 사업상 관계로 퇴사한다. 1920년부터 1921년까지 장편소설 《관음상》을 연재한다.
1922년 윤백남 창립의 민중극단에 참여하여 번역과 각색을 맡아봄. 민중극단은 그러나 실패하고 영화로 시선을 돌려 1925년 계림영화협회를 창립. 첫 작품은 《장한몽》. 1927년 계림영화협회를 주식회사로 돌려 《먼동이 틀 때》를 제작. 그러나 크게 실패한다. 1934-35년 역사소설 《금척의 꿈》 연재. 그리고 1939년-1940년 《안동의기》·《동지사비화》 연재. 1940-1943년 조선금융조합연합회 간행의 기관지 《가정지우》·《한토노히카리》(半島の光) 한국어판에 역사 강담을 연재. 1941년 경성방송국 제2방송부 촉탁에 피임되어 라디오 소설을 맡아봄.
광복을 맞고 1947년 《독립신문》의 주필로 임명되어 《해방전후》를 연재하였으나 끝을 보지 못하고 6개월 만에 용산구 후암동 자택에서 영면. 사인은 숙환. 장례는 사장(社葬)으로 치러짐.